# Vertigine (Levante e Altarboy)
Vertigine è un singolo della cantante italiana Levante e dei DJ italiani Altarboy, pubblicato il 17 settembre 2020. Fa parte della colonna sonora della serie televisiva Baby.

## Video musicale
Il video, diretto da Gianluigi Carella e con la partecipazione delle attrici Benedetta Porcaroli e Alice Pagani, è stato pubblicato il 12 novembre 2020 attraverso il canale YouTube della Warner Music Italy. 

## Tracce
1. Vertigine – 3:51

## Successo commerciale
In Italia il brano è stato il 63º più trasmesso dalle radio nel 2020.